# Garcinia hessii
Garcinia hessii là một loài thực vật có hoa trong họ Bứa. Loài này được (Britton) Alain mô tả khoa học đầu tiên năm 1986.